# Ворон (река, впадает в Чёрное море)
Ворон (укр. Ворон, крымскотат. Voron, Ворон) — небольшая река в восточной части Южного берега Крыма, в восточной части Главной гряды Крымских гор. Длина реки 16 км, площадь водосбора 52 км², среднемноголетний сток, на гидропосте Ворон, составляет 0,028 м³/с, у реки 2 притока: Ай-Серез и второй — безымянный, в устье — 0,06 м³/с. Уклон реки — 46,9 м/км.

## Описание
Начинается в 5 км от одноимённого села, на южном склоне водораздела с Индолом, по данным Николая Рухлова (в работе «Обзор речных долин горной части Крыма» 1915 года) на высоте 288 саженей. Истоком реки является родник у горы Кисломно (перевал Ворон (Сарабениш-Богаз)). Течёт, практически меридионально, с севера на юг и впадает в Капсихорскую бухту у мыса Ай-Фока в 1,5 км от села Морское (до 1944 года Капсихор). Несмотря на селеопасность, она в целом маловодна, имеет сток только весной и после ливней, во время паводков дно реки подвержено значительным смывам и намывам, а даже имеющаяся вода, в среднем и нижнем течении, уходит (на небольшую глубину — 1—2 м) в щебенистые отложения, из которых сложено ложе долины, полностью покрытое виноградниками.
Склоны долины реки рассечены оврагами и балками, покрыты лесом, в верховьях почти в неизменном виде сохранились участки субсредиземноморской ксерофильной растительности. Русло реки имеет незначительный уклон, что обусловливает относительно равномерные условия на всем протяжении реки за исключением верховьев, где уклон увеличивается, есть участки ступенчатого русла. В среднем течении, доходя почти до устья, в пойме посажены виноградники. Вода реки относится к гидрокарбонатному классу, группе кальция, с минерализацией от 200—300 до 450—600 мг/л и жёсткостью от 2,3—3,9 до 5,15—7,0. У реки, согласно справочнику «Поверхностные водные объекты Крыма», 2 безымянных притока, длиной менее 5 километров и 1 значительный — Ай-Серез. Водоохранная зона реки установлена в 50 м

### Селевая активность и сель 1911 года

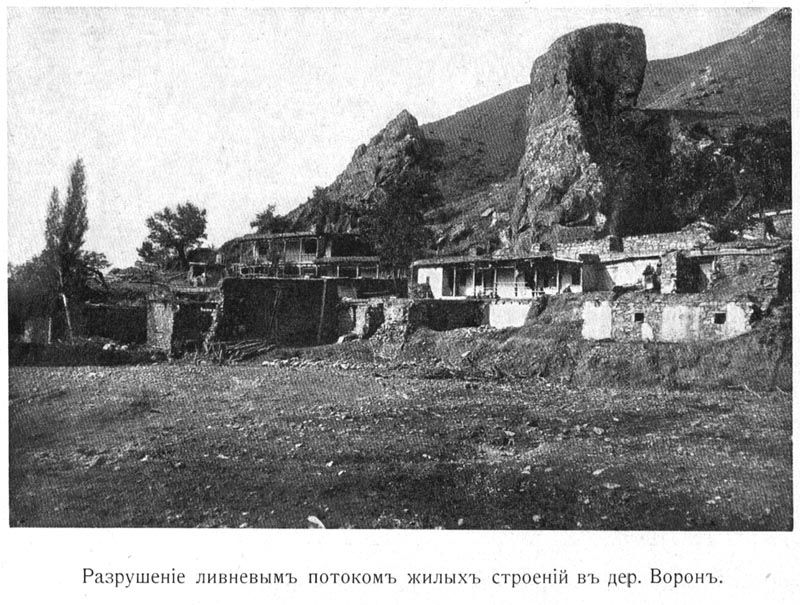
Последствия селя в селе Ворон, 1911

Река крайне селеопасна. Существует сверсия, что название реки неслучайно имеет тюркское происхождение от слова вырон, что означает ущерб.
Сели в долине проходят периодически с разной интенсивностью. Селевые расходы на реке Ворон могут достигать 153 м³/с. В годы наблюдений крупные сели отмечены в 1911, 1956, 1997 годах.
18 июля 1911 года ливень причинил огромные бедствия в деревне Ай-Серез Феодосийского уезда. Погибло 6 детей, 10 домов и 30 сараев были полностью разрушены, еще 30 домов повреждены так, что в них нельзя было жить. Вода унесла 10000 пудов сена и около 1000 возов строевого леса. Сильно пострадали в Воронской долине все сады и виноградники, часть из них была совершенно смыта или занесена выносными конусами из камней и грунта.
В 1956 году в устье Ворон ширина селевого конуса выноса была 118 м, он выступал в море на 62 м. В верхней части бассейнов рек Ай-Серез и Ворон 32 га виноградников были повреждены потоком, из которых 10 га были полностью занесены обломками глинистых сланцев и песчаников.